# Cornouiller sanguin
Pour les articles homonymes, voir Bois-puant.
Cornus sanguinea
Espèce
Classification APG III (2009)
Statut de conservation UICN

 LC  : Préoccupation mineure
Le cornouiller sanguin (Cornus sanguinea L., 1753) est un arbuste à feuilles caduques de la famille des cornacées.
Il est parfois appelé bois puant, bois punais, cornouiller femelle, olivier de Normandie, puègne blanche, sanguin ou encore sanguine.

## Description
C. sanguinea est un arbuste mesurant de 1 à 5 m. Houppier pouvant mesurer jusqu'à 4 m de large. Il doit son nom à la teinte rouge sang de ses feuilles à la fin de l'été[réf. nécessaire]. Les jeunes branches exposées à la lumière du soleil prennent également une couleur rouge brillant. L'écorce est brun verdâtre à gris verdâtre du côté se trouvant à l'ombre, rouge strié de gris du côté exposé au soleil. Ce phénomène est dû à la présence d'un pigment de la famille des anthocyanes. Les bourgeons sont opposés.
L'arbuste est pollinisé par entomogamie, c'est-à-dire à l'aide d'insectes pollinisateurs. Les fleurs blanches, hermaphrodites,, forment un corymbe. Le fruit est une drupe pourpre foncé à noir, de forme globuleuse, contenant un noyau. Elle n'est pas comestible, contrairement au fruit du cornouiller mâle, rouge foncé et de forme plus allongée. Il a un port érigé en buisson arrondi. Ses feuilles sont opposées, caduques, vertes à marge blanche argentée et en forme de cuillère

Feuillage
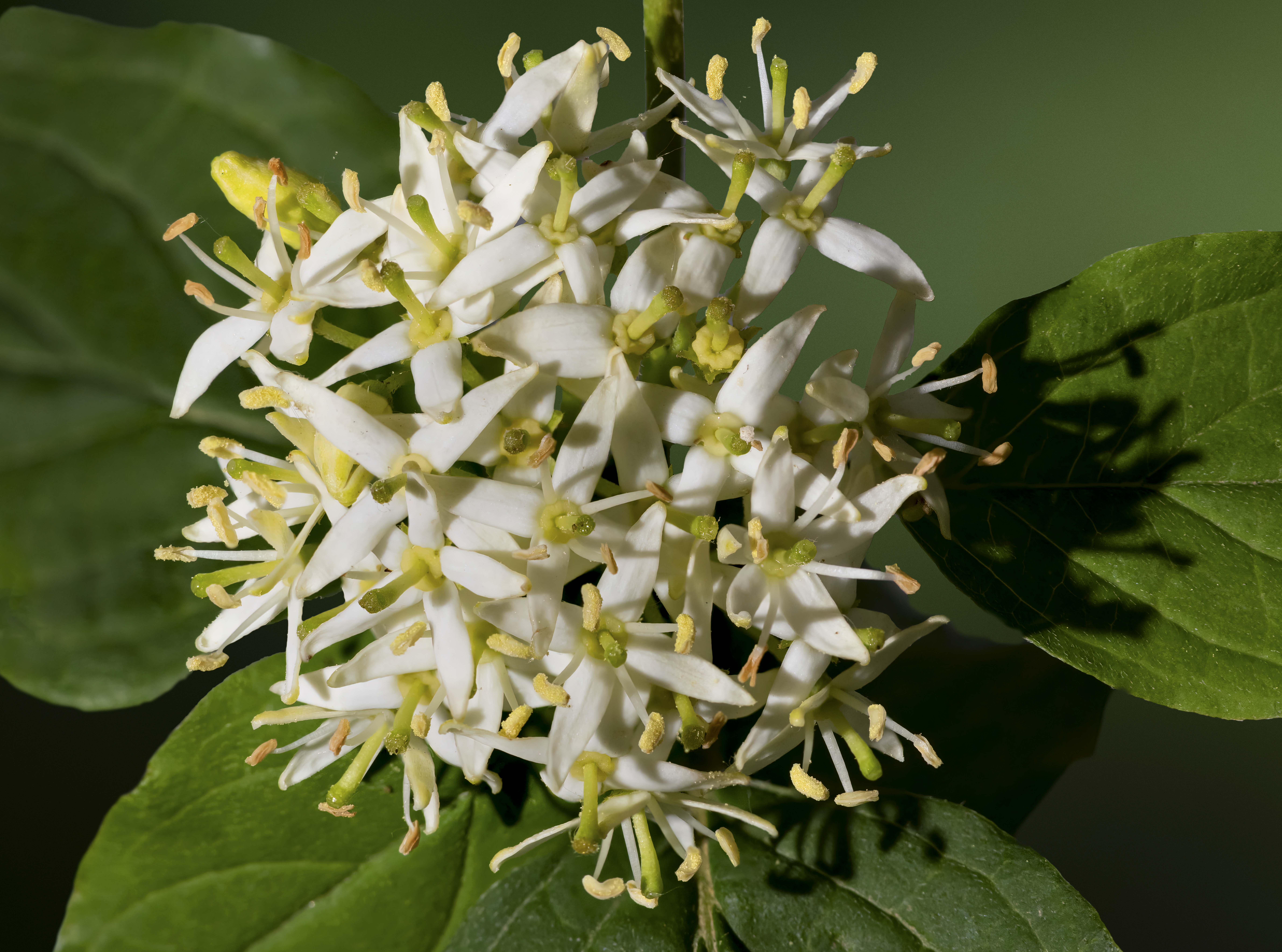
Inflorescence
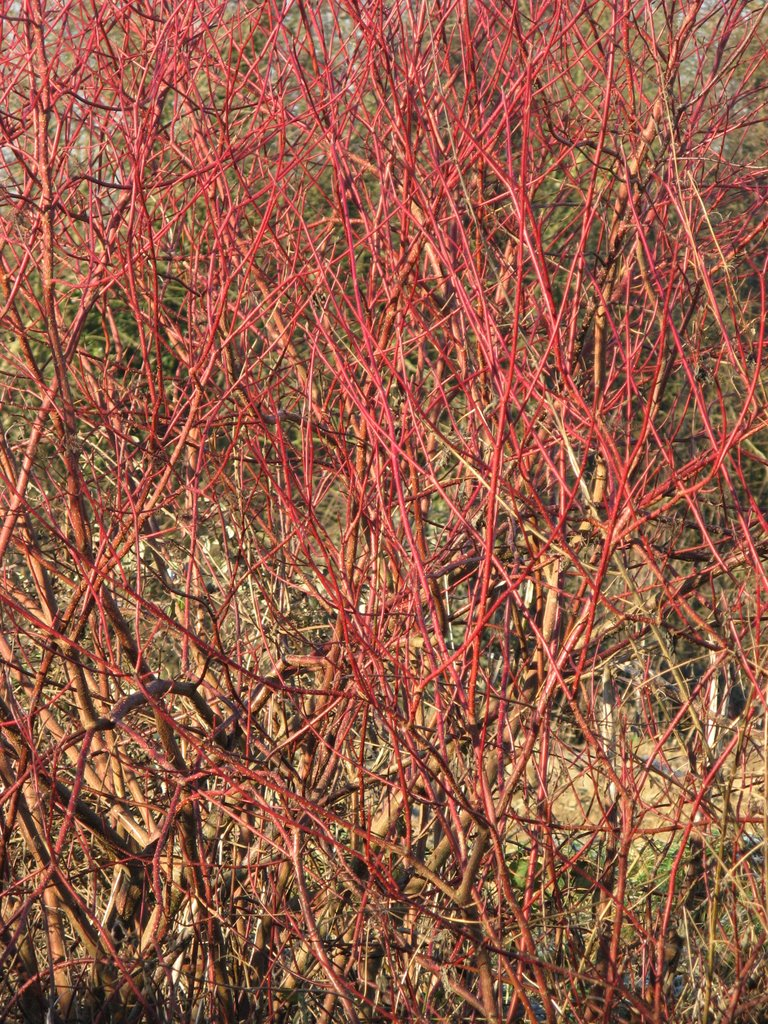
Aspect typique des branches l'hiver

## Répartition et écologie

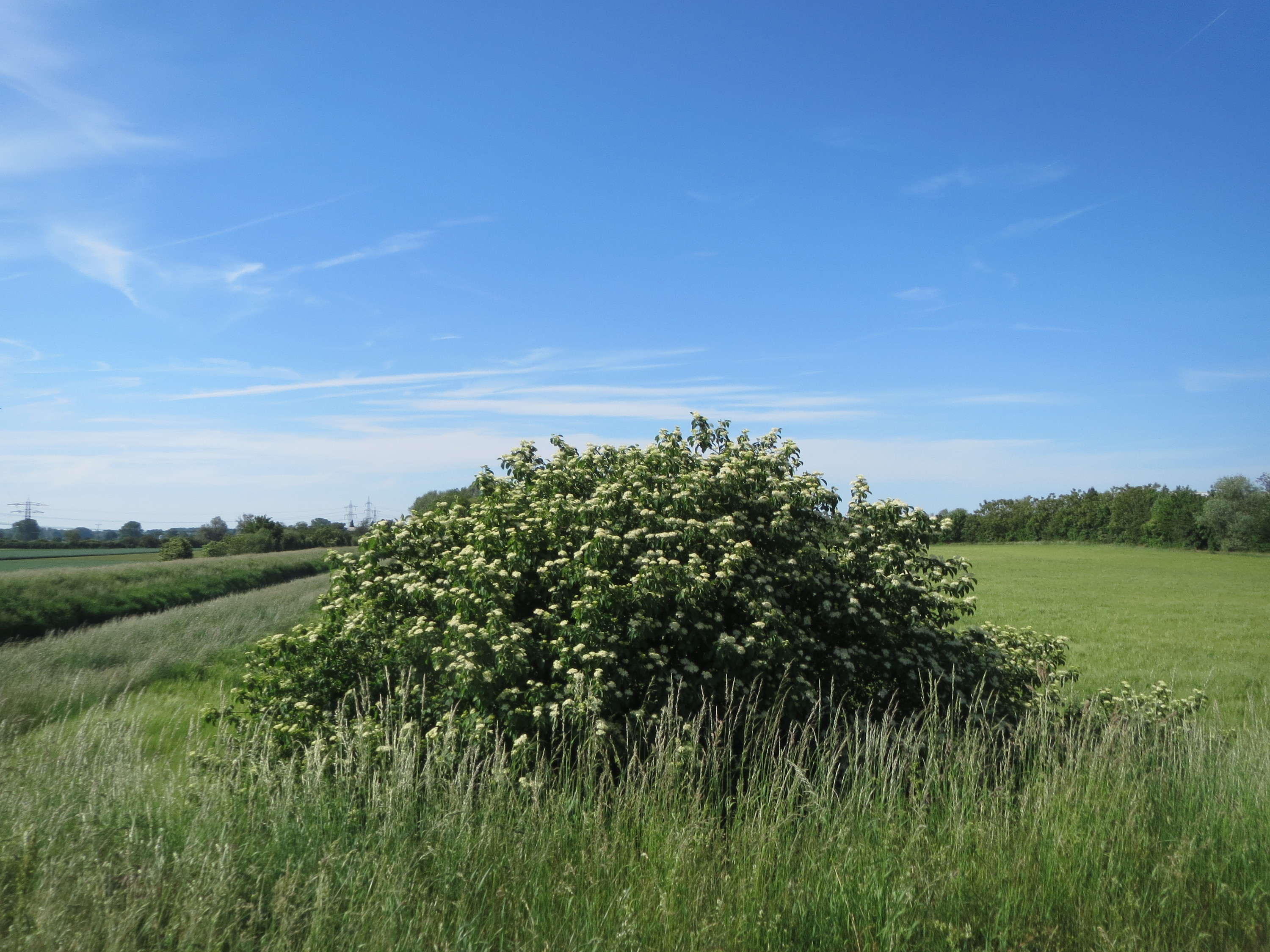
Cornouiller sanguin en fleur dans la réserve naturelle de la boucle du Rhin, à Hockenheim en Allemagne.

C'est l'un des arbustes parfois dominants des haies ou des broussailles sur sol calcaire, dans toute l'Europe tempérée. Il craint les sols saturés en eau et le sel. En Suisse, il est courant sur l'ensemble du territoire sauf dans certaines régions des préalpes, en Engadine et en altitude.

## Utilisation
Les paysagistes et jardiniers apprécient ses branches rouges, bien visibles en hiver, pour leur propriété ornementale.
Les tiges de l'année étaient autrefois couramment employées en vannerie, le sont encore dans certaines régions (Perche, Bourgogne, Alsace).
C. sanguinea est utilisé en phytothérapie.

## Toxicité
Les fruits et les feuilles contiennent de l'aucubine et des tanins, dont l'ingestion en grande quantité peut causer des gastro-entérites.

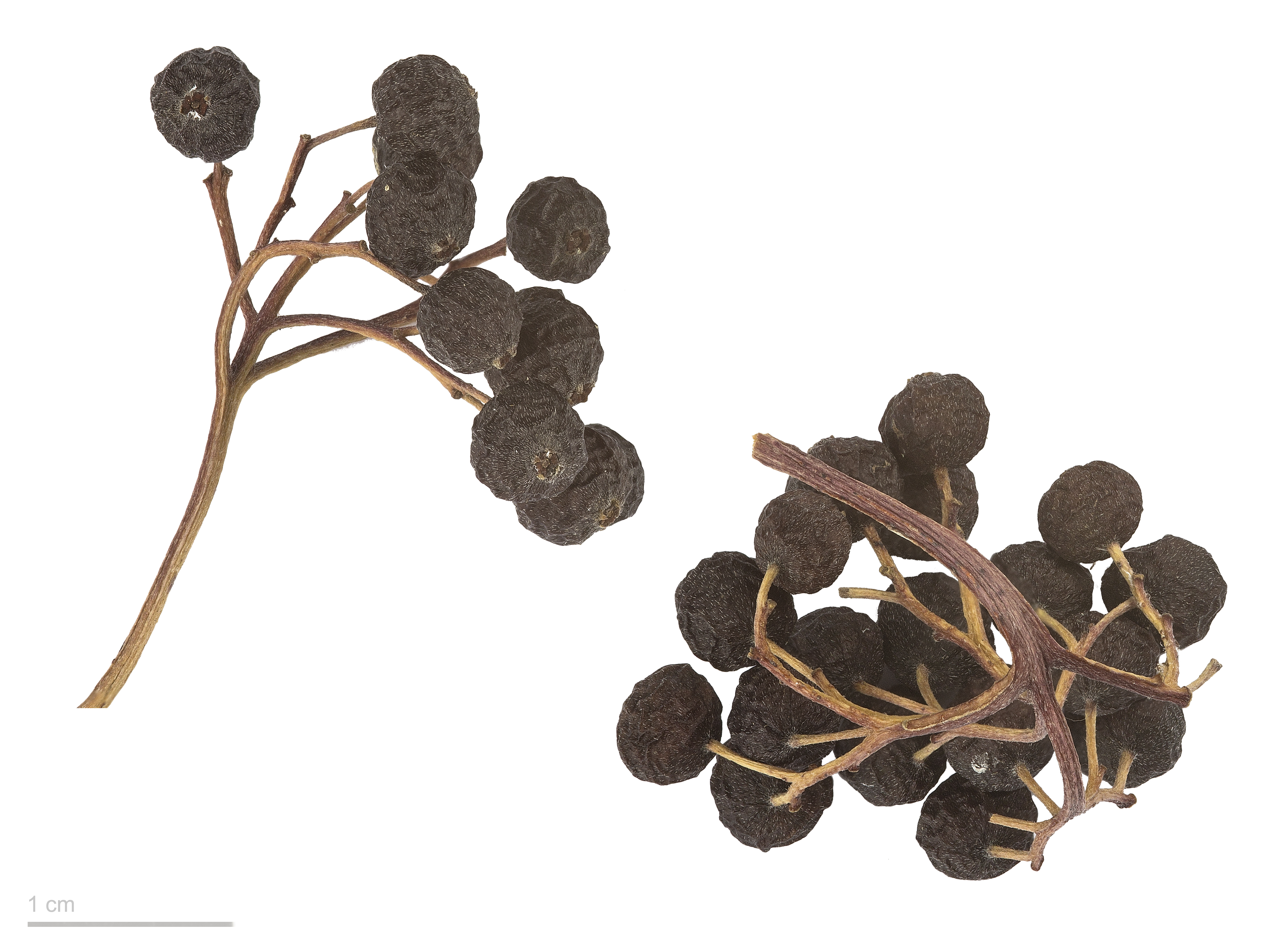
Drupes - Muséum de Toulouse
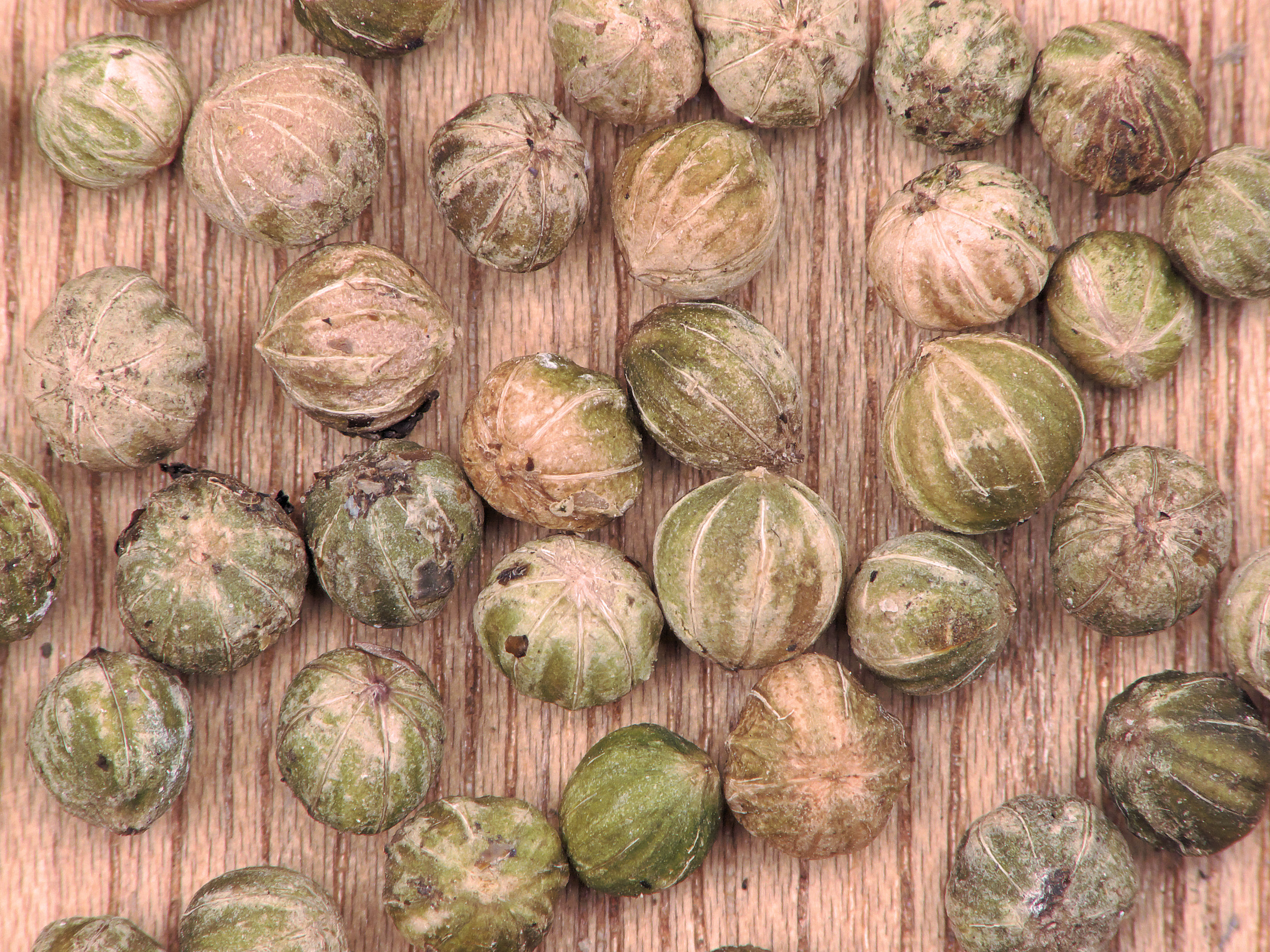
Graines